# Nincs kiút (film, 1987)
A Nincs kiút (No Way Out) egy 1987-ben bemutatott amerikai film Roger Donaldson rendezésében, Kevin Costner, Gene Hackman és Sean Young főszereplésével. A film az 1948-as The Big Clock című thriller remake-je. Mindkét film Kenneth Fearing 1946-os The Big Clock című regényén alapul. A forgatás helyszínéül Baltimore, Annapolis, Arlington, Washington DC, Auckland és Új-Zéland szolgáltak. A stáblistán megemlékeznek s film operatőréről, John Alcottról, aki a forgatás után, 1986 júliusában meghalt, több mint egy évvel a bemutató előtt.

## Cselekmény
Tom Farrell rendőrnek titkos kapcsolata van Susan Atwell-lel. Nem tudván, hogy van egy másik férfi is a nő életében, David Brice védelmi miniszter, akinek dolgozik. Amikor Brice rájön Susan hűtlenségére, dühében lelöki a korlátról, és a nő lezuhan. Amikor emiatt a nem szándékos cselekedet miatt fel akarja adni magát, Scott Pritchard tábornok a védelmébe veszi, és kitalálja, hogy az elkövető orosz kém lehetett. Farellt bízza meg Brice, hogy keresse meg a tettest. Farellnek csak néhány órája van rá, hogy megtalálja a tettest, de Susannal kapcsolatos minden nyom hozzá vezet.

## Szereposztás
| Színész              | Szereplő                        | Magyar hang   |
| -------------------- | ------------------------------- | ------------- |
| Kevin Costner        | Tom Farrell őrnagy              | Rátóti Zoltán |
| Gene Hackman         | David Brice védelmi miniszter   | Rajhona Ádám  |
| Sean Young           | Susan Atwell                    | Vándor Éva    |
| Will Patton          | Scott Pritchard                 | Cseke Péter   |
| Howard Duff          | William 'Billy' Duvall szenátor | Makay Sándor  |
| George Dzundza       | Sam Hesselman                   | Koroknay Géza |
| Jason Bernard        | Donovan őrnagy                  | Buss Gyula    |
| Iman                 | Nina Beka                       | Kiss Erika    |
| Fred Dalton Thompson | Marshall CIA-igazgató           | Gruber Hugó   |
| Leon Russom          | Kevin O'Brien                   | Szokolay Ottó |
| Dennis Burkley       | Mate                            | Dengyel Iván  |
| David Paymer         | David                           |               |
| Robert Kerman        | C.I.D-s ember                   |               |

## Bemutató és bevétel
A filmet 1987. augusztus 17-én mutatták be az észak-amerikai mozik és bevételi listán a negyedik helyen végzett a Zsarulesen (Stakeout), a Halálos rémületben (The Living Daylights) és Bérbarátnő álomáron (Can't Buy Me Love) után. A költségvetés körülbelül 15 millió dollár volt, az Egyesült Államokban a bevétel összege meghaladta a 35 millió dollárt.

## Kritikai visszhang
A Nincs kiút többnyire pozitívan kritikákat kapott, a Rotten Tomatoeson a kritikusok 91%-a dicsérte Roger Donaldson thrillerét.

## Fordítás
- Ez a szócikk részben vagy egészben  a   No Way Out (1987 film) című angol Wikipédia-szócikk fordításán alapul.  Az eredeti cikk szerkesztőit annak laptörténete sorolja fel. Ez a jelzés csupán a megfogalmazás eredetét és a szerzői jogokat jelzi, nem szolgál a cikkben szereplő információk forrásmegjelöléseként.

## További információ
- Hivatalos oldal
- Nincs kiút a PORT.hu-n (magyarul)
- Nincs kiút az Internet Movie Database-ben (angolul)
- Nincs kiút a Rotten Tomatoeson (angolul)
- Nincs kiút a Box Office Mojón (angolul)